# Lampeuneurut Gampong
Lampeuneurut Gampong is een bestuurslaag in het regentschap Aceh Besar van de provincie Atjeh, Indonesië. Lampeuneurut Gampong telt 727 inwoners (volkstelling 2010).